# تشارلز ديرينغ
تشارلز ديرينغ (بالإنجليزية: Charles Deering)‏ هو شخصية أعمال أمريكي، ولد في 31 يوليو 1852 في مين في الولايات المتحدة، وتوفي في 5 فبراير 1927 في ميامي في الولايات المتحدة.